# AT&T Corporate Center
Das AT&T Corporate Center befindet sich im Chicago Loop und ist der sechsthöchste Wolkenkratzer Chicagos. Das Gebäude besitzt 60 Stockwerke, deren Nutzung ausschließlich Büros vorbehalten ist. Seine Höhe beträgt 307 Meter, bis zum Dach, auf dem zwei 37 Meter lange Spitzen montiert wurden, misst es rund 270 Meter. Entworfen wurde der Wolkenkratzer von dem Architektenbüro Skidmore, Owings and Merrill. Der Bau wurde im Jahr 1986 begonnen und drei Jahre später beendet. Das AT&T Corporate Center findet sich unweit des 442 Meter hohen Willis Towers, dem höchsten Gebäude der Stadt, der einschließlich Antennen sogar 527 Meter misst.